# Aphonopelma hesperum
Aphonopelma hesperum là một loài nhện trong họ Theraphosidae.
Loài này thuộc chi Aphonopelma. Aphonopelma hesperum được Ralph Vary Chamberlin miêu tả năm 1917.